# Geoffrey Franzoni
Geoffrey Franzoni, né le 18 février 1991, est un footballeur français qui joue au poste de latéral droit au FC Differdange 03.

## Biographie

### Formation en Lorraine (jusqu'en 2008)
Né en Lorraine, le joueur commence sa carrière à l'US Réhon, en Meurthe-et-Moselle, avant de rejoindre le centre de formation du FC Metz dès l'âge de 12 ans.

### ES Clemency (2008-2010)
Il commence sa carrière au sein du FCES Clemency, club luxembourgeois dans la commune de Käerjeng.

### FC Differdange 03 (depuis 2010)
En 2010, le joueur signe au FC Differdange 03, en BGL Ligue, le plus haut échelon du football luxembourgeois. Il dispute son premier match avec son nouveau club le 08 août 2010 face au F91 Dudelange en tant que titulaire. Une semaine plus tard, le joueur inscrit son premier but avec Differdange face à l'UN Käerjéng 97.
Rapidement titulaire avec son nouveau club, il remporte le premier titre de sa carrière à l'issue de sa première saison en remportant la Coupe du Luxembourg face au F91 Dudelange. En 2011, il dispute pour la première fois de sa carrière un match de Coupe d'Europe, en Ligue Europa, atteignant même les barrages de la compétition en affrontant le Paris Saint-Germain, son club de cœur.
En 2014, il remporte sa deuxième Coupe du Luxembourg face au F91 Dudelange. La saison d'après, c'est face au même adversaire que Differdange remporte une nouvelle coupe.
Il devient rapidement le joueur le plus capé de l'histoire du FC Differdange 03, ainsi que le capitaine emblématique du club.
En 2023, il remporte sa quatrième Coupe du Luxembourg avec le club, suivi du championnat de BGL Ligue la saison suivante, pour la première fois de sa carrière et de l'histoire du club.

## Palmarès
| FC Differdange 03 (7) : |
| --- |
| - BGL Ligue (2) - Champion : 2024 et 2025 - Vice-champion : 2015, 2017 et 2022 - Coupe du Luxembourg (5) - Vainqueur : 2011, 2014, 2015, 2023 et 2025 - Finaliste : 2013 |